# Цевница
Цѐвница (на руски: цевница, също кугиклы, куви́клы) е руски духов музикален инструмент от рода на многоцевна флейта, сходна на панфлейтата.
Инструментът се състои от кухи тръбички с еднакъв диаметър, но с различна дължина (100 — 160 mm). Тръбичките се правят от стъбла на блатна тръстика, бамбук, клонки на дървета с подходяща за обработка сърцевина. Съвременните инструменти могат да бъдат също така изработени от метал, пластмаса или ебонит.